# 機利士原
機利士原（英語：Gilles Plains）是澳大利亞南澳大利亞首府阿德莱德的一個近郊，位於阿德萊德市中心商業區以北約15公里距離。當地現時是維吾爾人在中華人民共和國的新疆以外最大規模的維吾爾人聚居地，有「小東土耳其斯坦」的外號。

## 歷史
機利士原得名於南澳殖民地政府時期的首任庫務司柯士文·機利士（Osmond Gilles），當時的他在比鄰今日圖運士河有一座綿羊站。機利士原基本上在阿德萊德的早期歷史主要是一個種植牧草的地區。1874年，當地由J. A. W. Sudholz擁有的牧草農場是當時南澳最大的牧草農場。

## 政府
由於過往地區自治體的合併及調整，現時機利士原這個地方同時屬於阿德萊德港恩埠市及茶樹涌市這兩個政府區域，而且在南澳州立法局中同時由Florey跟Torrens這兩個聯邦選區所代表。在澳大利亚众议院，機利士原由史都華的議席所代表。

## 學校
Pinnacle College位於Wandana Avenue，而St Pauls College則位於大聯合道；雲登拿小學是區內唯一小學，位於Cowra Avenue。

## 外部連結
34°51′01″S 138°39′32″E / 34.85025°S 138.659°E